# Stigmoplusia megista
Stigmoplusia megista là một loài bướm đêm trong họ Noctuidae.